# Ketobemidon
Ketobemidon (auch Cetobemidon) ist ein vollsynthetisch hergestelltes Opioid aus der Gruppe der Pethidine mit starker schmerzstillender Wirksamkeit. Ketobemidon ist ein morphinähnlich wirkendes Piperidinderivat und ein reiner Agonist am μ-Opioid-Rezeptor.

## Beschreibung
Ketobemidon wurde zusammen mit Methadon bei der Farbwerke Hoechst unter Otto Eisleb als VA 10720 entwickelt und kam nach dem Zweiten Weltkrieg als Kriegsdemontage in die Vereinigten Staaten.
Ketobemidon wurde 1947 und 1948 als starkes Analgetikum von Ciba (Cliradon) und auch von Winthrop und der I. G. Farben patentiert.
Ketobemidon ist in der Bundesrepublik Deutschland aufgrund seiner Auflistung in der Anlage II zu § 1 Abs. 1 des BtMG ein verkehrsfähiges, aber nicht verschreibungsfähiges Betäubungsmittel.

## Chemie

### Struktur
Gelöstes Ketobemidon liegt in zwei Konformeren vor mit äquatorialer oder axialer Stellung des Phenylrings am Piperidinring. Letzteres wird als die aktive, am Rezeptor wirksame Konformation angesehen.

### Gewinnung und Darstellung
Ketobemidon wird vollsynthetisch hergestellt.
Ein anderer Syntheseweg geht vom 3-Methoxybenzylcyanid aus, das mit N,N-Bis(2-chlorethyl)-N-methylamin in Gegenwart der starken Base Natriumamid zum Methylpiperidinderivat kondensiert, welches mit dem Grignard-Reagenz Methylmagnesiumbromid zu einer Zwischenstufe reagiert, die nach Spaltung mit Bromwasserstoffsäure zum Ketobemidon führt.

## Pharmakologie

### Wirkung
Ketobemidon hat als Opioid dasselbe Wirkungs- und Nebenwirkungsprofil und somit im Wesentlichen dasselbe Gefahrenpotential wie andere Opioide.
Ketobemidon besitzt eine Analgetische Potenz von 1 bis 2 und wirkt bei einer Einzeldosis von 5 bis 15 mg vier bis fünf Stunden.

### Nebenwirkungen
Dies sind Müdigkeit, Schlafstörungen, Benommenheit, Übelkeit, Erbrechen, Ödeme in den Beinen, Harnverhaltung, Obstipation und Pruritus.
Sie verschwinden in der Regel mit der Toleranzentwicklung oder Reduktion der Dosis.
Am längsten halten sich Schlaf- und sexuelle Störungen.
Anwendung während Schwangerschaft und Stillzeit:
Ketobemidon hat bei Einnahme während der Schwangerschaft eine Wirkung auf den Fötus.

## Handelsnamen
Monopräparate:
Cliradon (außer Handel), Ketodur, Ketogan Novum, Ketorax